# North Bank Road

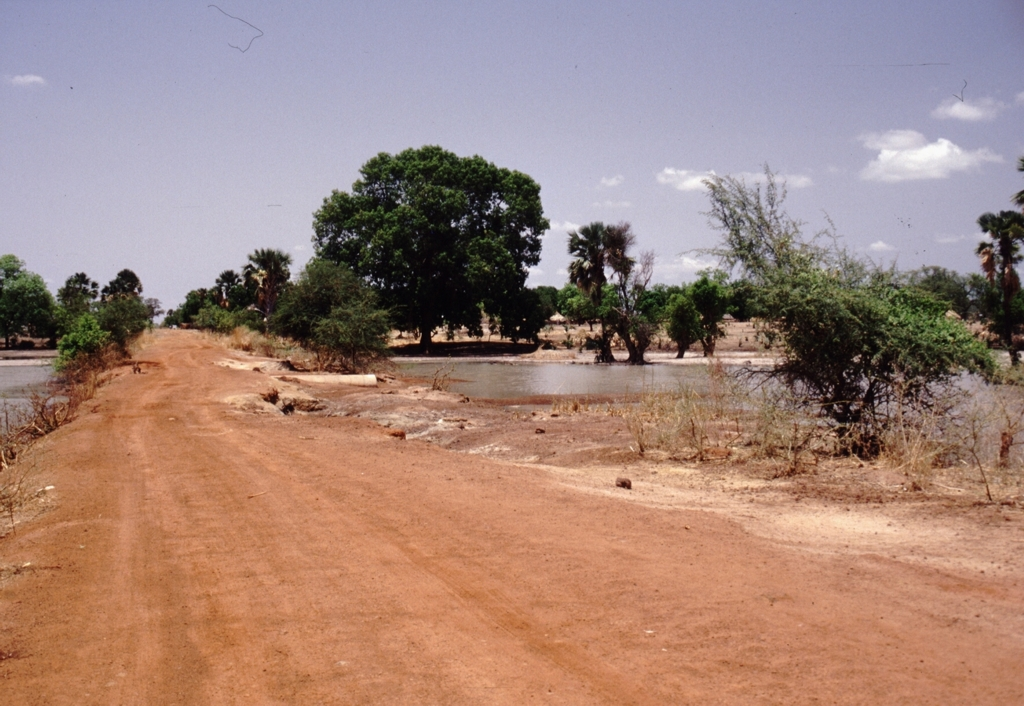
Alter Zustand zwischen Barra und Janjanbureh

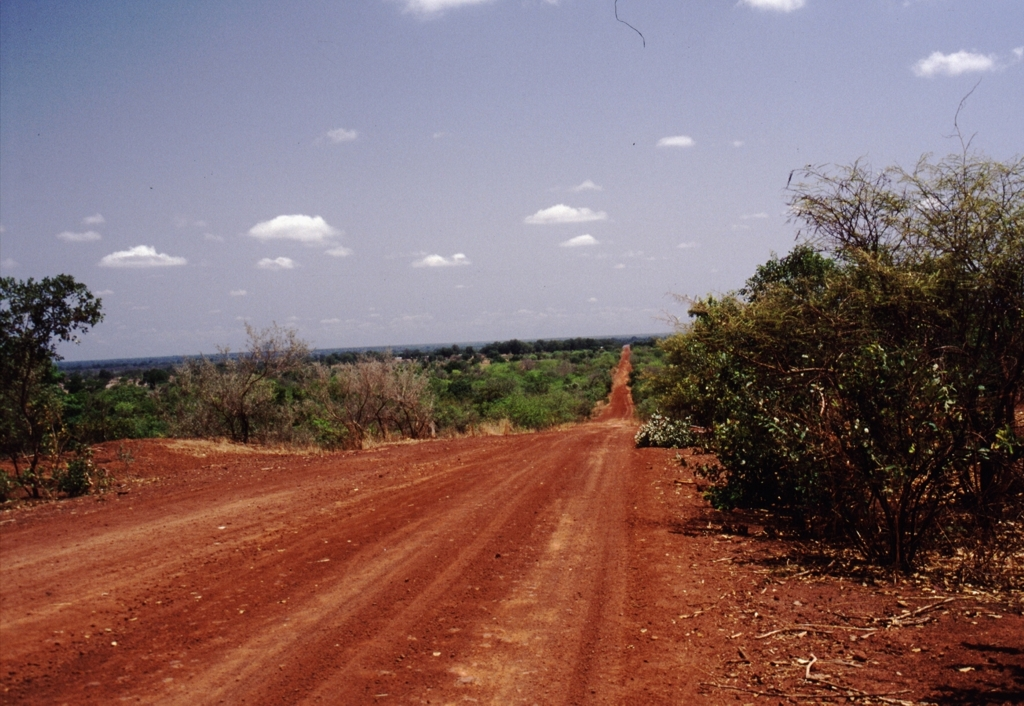
Alter Zustand zwischen Barra und Janjanbureh

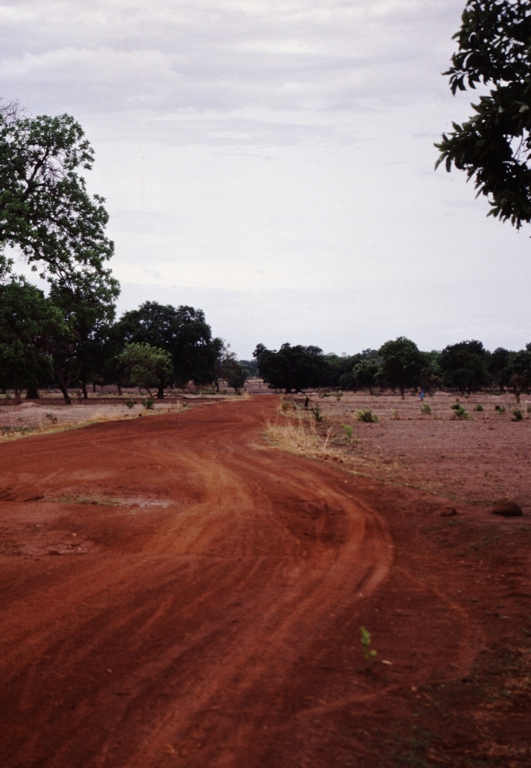
Alter Zustand zwischen Basse Santa Su und Fatoto

Die North Bank Road oder auch Main North Bank Road (deutsch „Norduferstraße“), ab Juli 2007 mit dem offiziellen Namen July 22nd Highway, ist eine Fernstraße in dem westafrikanischen Staat Gambia.

## Beschreibung
Gambia ist ein schmaler langer Staat und folgt in Länge von etwa 480 Kilometer dem Verlauf des Gambia-Flusses in Westafrika von Osten nach Westen. Zu beiden Seiten gibt es einen Landstreifen, der 6 bis 26 Kilometer breit ist. Früher war der Fluss der wichtigste Transportweg in dieser Gegend. Bis in der Mitte der 1980er-Jahre gab es noch eine größere Personenfähre, die Lady Chilel Jawara, die den Fluss befuhr. Als sie gesunken war, verlagerte sich der Fernverkehr komplett auf die South Bank Road.
Die North Bank Road verbindet, ausgehend von Barra an der Küste mit Anschluss mit einer Fähre nach der Hauptstadt Banjul, die wichtigen Städte auf dem nördlichen Ufer des Gambia-Flusses bis zu der größten Stadt Basse Santa Su im Osten.
Die North Bank Road ist inzwischen bis zum kleinen Fährhafen Lamin Koto bei Janjanbureh komplett asphaltiert. Am 27. Juli 2007 wurde der Abschnitt Farafenni-Lamin Koto, der im September 2006 fertiggestellt wurde, von der Vizepräsidentin Isatou Njie Saidy feierlich eröffnet und auf den Namen July 22nd Highway getauft. Finanziert wurde das 440 Millionen Dalasi (rund 12,6 Millionen Euro) teure Projekt durch die Arab Bank for Economic Development in Africa (BADEA) und die Arab Fund for Development.
Sie ist nun in deutlich besserem Zustand als die South Bank Road, die seit 2003 als sehr schlecht befahrbar gilt. Alternativ läuft der Fernverkehr in Gambia von Banjul und Kombo-St. Mary Area zum Teil nun über die Norduferstraße. Dazu wird in Kauf genommen, dass man den Fluss zweimal mit einer Fähre überqueren muss. Die Erneuerung der South Bank Road hat aber schon in Teilabschnitten begonnen.

## Verlauf
Die wichtigsten Städte an der Straße sind:
- North Bank Region
  - Barra, von Barra geht eine Hauptstraße (N5) nach Norden in den Senegal. Hier Anschluss über die Fährverbindung Banjul–Barra nach Banjul.
  - Essau
  - Berending
  - Chamen
  - Ndugu Kebbeh
  - Kuntaya
  - Munyagen
  - Dasilameh
  - Kerewan Bridge
  - Kerewan
  - Saba
  - Gunjur
  - Bani
  - Nja Kunda mit einer Abzweigung nach Salikenne
  - No Kunda
  - Illiassa
  - Farafenni hier kreuzt der Trans-Gambia Highway, in Senegal als Transgambienne oder N 4 bekannt, die North Bank Road. Der Trans-Gambia Highway verbindet mit Hilfe einer Fährverbindung zwischen Farafenni und Soma am Südufer den nördlichen Senegal mit der südsenegalesischen Casamance. Es wird schon lange geplant, dass hier eine Brücke den Fluss überquert. So lange muss eine Flussfähre die Nord-Süd-Verbindung aufrechterhalten.
- Central River Region
  - Kau-ur
  - Njau
  - Panchang
  - Fass
  - Nyanga Bantang, hier geht eine Straße nach Kerr Batch ab.
  - Wassu in der Nähe liegt Kuntaur.
  - Jarumeh Koto
  - Lamin Koto bei Janjanbureh hier trifft North Bank Road die South Bank Road.
  - Karantaba
- Upper River Region
  - Chamoi Bunda
  - Bantunding
  - Badja Kunda
  - Sutokoba
  - Brifu
  - Fatoto hier vereinigt sich ungefähr zehn Kilometer vor dem Landesende die North Bank Road mit der South Bank Road.